# Джаксън (окръг, Оклахома)
Вижте пояснителната страница за други населени места с името Джаксън.
Окръг Джаксън (на английски: Jackson County) е окръг в щата Оклахома, Съединени американски щати. Площта му е 2082 km², а населението – 28 439 души (2000). Административен център е град Алтъс.